# La Chapelle-d’Abondance
La Chapelle-d’Abondance, bis 1961 offiziell La Chapelle genannt, ist eine französische Gemeinde im Département Haute-Savoie in der Region Auvergne-Rhône-Alpes.

## Geographie
La Chapelle-d’Abondance liegt auf 1020 m, 25 Kilometer ostsüdöstlich der Stadt Thonon-les-Bains (Luftlinie). Das Straßendorf erstreckt sich im Chablais, auf einem Schwemmkegel an der Einmündung eines Seitentals in das Tal der Dranse d’Abondance, in den nördlichen Savoyer Alpen.
Die Fläche des 37,85 km² großen Gemeindegebiets umfasst einen Abschnitt des Vallée d’Abondance. Das Tal ist im Bereich von La Chapelle-d’Abondance von Osten nach Westen ausgerichtet und besitzt meist einen rund 500 m breiten flachen Talboden. Nach Süden erstreckt sich das Gemeindeareal bis auf den Gipfel des Mont de Grange, auf dem mit 2433 m die höchste Erhebung von La Chapelle-d’Abondance erreicht wird. Im Osten verläuft die Gemeindegrenze (zugleich auch Staatsgrenze zwischen Frankreich und der Schweiz) auf dem Berggrat, der das Vallée d’Abondance vom Rhonetal trennt. Markante Gipfel dieses Kammes sind Haut Sex (1961 m), Le Linleu (2093 m), Tête d’Avalanche (1852 m) und Sex du Coeur (2019 m). In einer Mulde westlich des Linleu liegt der Bergsee Lac d’Arvouin.
Nach Norden reicht das Gemeindegebiet in das Tal des Ruisseau de Chevenne, das von den schroffen Kalkgipfeln des Mont Chauffé (2095 m) und der Cornettes de Bise (2432 m) umrahmt wird. Weiter im Norden gehört auch der oberste Teil des Einzugsgebietes der Eau Noire mit der Alpsiedlung Chalets de Bise (1506 m) und dem in Trockenzeiten jeweils austrocknenden Lac de Bise zum Gemeindeboden von La Chapelle-d’Abondance.
Zu La Chapelle-d’Abondance gehören die Weilersiedlungen Passengué (990 m), La Pantiaz (1015 m) und La Ville du Nant (1038 m), alle an der Hauptstraße im Tal der Dranse d’Abondance gelegen. Nachbargemeinden von La Chapelle-d’Abondance sind Châtel im Süden, Abondance und Vacheresse im Westen, Novel im Norden sowie die schweizerischen Gemeinden Vouvry und Vionnaz im Osten.

## Geschichte
Die Ortschaft wird im Jahre 1219 erstmals unter dem Namen La Chapelle des Frasses erwähnt, den sie bis 1660 beibehielt. Danach hieß die Gemeinde vorübergehend Chapelle-en-Chablais und La Chapelle Blanche, bevor sich die einfache Ortsbezeichnung La Chapelle durchsetzte. Per Dekret wurde am 27. Februar 1961 der heutige offizielle Name La Chapelle-d’Abondance eingeführt.

## Sehenswürdigkeiten
Die Dorfkirche, die sich zwischen La Chapelle-d’Abondance und Passengué befindet, wurde im 18. Jahrhundert errichtet. Im alten Ort steht eine Kapelle von 1662. Die Chapelle du Nant im Ortsteil La Ville du Nant wurde 1656 erbaut. Die Gemeinde besitzt ein Skimuseum, in dem die Entwicklung dieses Sports von 1890 bis 1960 gezeigt wird.

## Bevölkerungsentwicklung
| Einwohner                  | 573 | 552 | 538 | 552 | 727 | 719 | 779 |
| Quellen: Cassini und INSEE |     |     |     |     |     |     |     |

Mit 873 Einwohnern (Stand 1. Januar 2022) gehört La Chapelle-d’Abondance zu den kleinen Gemeinden des Département Haute-Savoie. In den letzten Jahrzehnten wurde insgesamt ein Wachstum der Einwohnerzahl verzeichnet.

## Wirtschaft und Infrastruktur
La Chapelle-d’Abondance war bis weit ins 20. Jahrhundert hinein ein vorwiegend durch die Landwirtschaft geprägtes Dorf. Mittlerweile hat sich das Dorf zu einer Sommer- und Wintersportstation mit zahlreichen touristischen Einrichtungen entwickelt. Die Hänge am Mont de Grange und am Bergkamm östlich des Vallée d’Abondance sind durch Bergbahnen und Skiliftanlagen erschlossen. Damit gehört La Chapelle-d’Abondance zum grenzüberschreitenden Wintersportgebiet Portes du Soleil.
Die Ortschaft liegt an der Hauptstraße, die von Thonon-les-Bains durch das Vallée d’Abondance und über den Pas de Morgins nach Monthey im Schweizer Kanton Wallis führt.